# Гулюково (Башкортостан)
Гулюково (баш. Гөлөк) — деревня в Дюртюлинском районе Республики Башкортостан Российской Федерации. Входит в состав Старобаишевского сельсовета.

## География

### Географическое положение
Расстояние до:
- районного центра (Дюртюли): 22 км,
- центра сельсовета (Старобаишево): 5 км,
- ближайшей ж/д станции (Уфа): 115 км.

## История
В «Списке населенных мест по сведениям 1870 года», изданном в 1877 году, населённый пункт упомянут как деревня Гулюкова 4-го стана Бирского уезда Уфимской губернии. Располагалась при речке Унькаше, на почтовом тракте из Бирска в Мензелинск, в 50 верстах от уездного города Бирска и в 15 верстах от становой квартиры в деревне Дюртюли. В деревне, в 30 дворах жили 256 человек (128 мужчин и 128 женщин, мещеряки), была мечеть. Жители занимались земледелием, скотоводством, пчеловодством.

## Население
| 2002 | 2009 | 2010 |
| ---- | ---- | ---- |
| 202  | ↘184 | ↘181 |

Согласно переписи 2002 года, преобладающие национальности — башкиры (72 %), татары (27 %).